# Епиметей
Вижте пояснителната страница за други значения на Епиметей.
Епиметей (на гръцки: Επιμηθέας, Epimetheus – „който късно се сеща“) в древногръцката митология е един от титаните от второ поколение. Син е на титана Япет и океанидата Климена. Брат е на Прометей, Менойтий и Атлант.
Жени се за Пандора и косвено става причина за беди, сполетяли човечеството. Тяхната дъщеря Пира се омъжила за Девкалион, син на Прометей,  и те станали единствените хора, оцелели  след потопа.

## Кутията на Пандора
Епиметей бива въвлечен в конфликта между Зевс и своя брат Прометей. Пандора е изработена от боговете и изпратена на Епиметей, който пренебрегва заръката на брат си да не приема дарове от Зевс. Пандора, от своя страна, отваря съд (делва или кутия), в който били затворени всевъзможни злини и от тяхното нашествие човечеството започнало  да страда. В този епизод от гръцката митология имената на братята предават валоризирането на предвидливостта и порицание на недосмислието: Прометей е този който мисли предварително, докато Епиметей не мисли за последиците.

## Друго
В своя диалог "Протагор"  Платон използва митическите фигури на Епиметей и Прометей за да представи стандартни разбирания.
На Епиметей са кръстени  един от спътниците на Сатурн и астероидът 1810 Епиметей.

## Цитирани книги
- Hard, Robin, The Routledge Handbook of Greek Mythology: Based on H.J. Rose's "Handbook of Greek Mythology", Psychology Press, 2004. ISBN 978-0-415-18636-0. Google Books.